# Gondwanoscurus malaysiensis
Gondwanoscurus malaysiensis är en tvåvingeart som beskrevs av Jezek 2002. Gondwanoscurus malaysiensis ingår i släktet Gondwanoscurus och familjen fjärilsmyggor. Inga underarter finns listade i Catalogue of Life.